# Claustrofobia
Pour l’article ayant un titre homophone, voir Claustrophobia.
Claustrofobia est un groupe brésilien de death et thrash metal, originaire de Leme, dans l'État de São Paulo. Il est considéré comme l'un des principaux groupes underground de metal extrême au Brésil, et est considéré comme ayant plus de popularité et de reconnaissance à l'international qu'au Brésil, ainsi que comme l'un des groupes underground les plus populaires au monde.

## Histoire
Le groupe débute en 1994 à Leme, dans l'État de São Paulo. Au cours des 20 dernières années, le groupe se fait un nom sur la scène underground, devenant l'un des groupes de thrash, punk hardcore et death metal les plus importants de l'underground brésilien. Ils se sont produits dans tout le Brésil, en Amérique du Sud et en Europe,, cette dernière fois lors de deux tournées, partageant la scène avec des groupes tels que Soulfly, Destruction, In Flames, Brujeria, Napalm Death, Vader, Krisiun, Helmet, Hate Eternal, Ratos de Porão, Paul Di'Anno, Sepultura, Kreator et Slayer.
En 2011, ils sortent l'album Peste, leur premier album entièrement composé en portugais. En septembre 2016, ils sortent l'album Download Hatred, avec des invitations spéciales d'Andreas Kisser et Moyses Kolesne. En août 2018, ils sortent l'EP Swamp Loco avec cinq titres inédits. Le 4 octobre 2019, le groupe joue un concert historique au Rock in Rio aux côtés de Torture Squad, qui comprend également une apparition spéciale du chanteur Chuck Billy de Testament,,,,. Toujours en 2019, le groupe ouvre le dernier concert de Slayer à São Paulo,,.
Le 11 mars 2022, ils sortent leur septième album studio, Unleeched,,,. En février 2023, ils sortent le clip vidéo de Stronger than Faith, un titre de Unleeched,,. Entre octobre et novembre de la même année, ils jouent en première partie de la tournée d'Exciter dans 9 villes des États-Unis.

## Discographie

### Albums studio
- 2000 : Claustrofobia
- 2002 : Thrasher
- 2005 : Fulminant
- 2009 : I See Red
- 2011 : Peste
- 2016 : Download Hatred
- 2022 : Unleeched

### Démos
- 1995 : Saint War
- 1996 : Manifestações

### EP
- 2018 : Swamp Loco

### DVD
- 2015 : Visceral